# Villa Guerrero, delstaten Mexiko
Villa Guerrero är en kommunhuvudort i Mexiko.   Den ligger i kommunen Villa Guerrero och delstaten Mexiko, i den sydöstra delen av landet, 70 km sydväst om huvudstaden Mexico City. Villa Guerrero ligger 2 170 meter över havet och antalet invånare är 9 267.
Terrängen runt Villa Guerrero är lite bergig, och sluttar söderut. Runt Villa Guerrero är det tätbefolkat, med 550 invånare per kvadratkilometer. Närmaste större samhälle är Tenango de Arista, 16,7 km norr om Villa Guerrero. Omgivningarna runt Villa Guerrero är en mosaik av jordbruksmark och naturlig växtlighet.